# Tinh thể lỏng
Tinh thể lỏng là những chất mang trạng thái của vật chất nằm giữa trạng thái tinh thể của chất rắn và trạng thái của chất lỏng nên có một số tính chất của cả hai chất; ngoài ra một số chất tinh thể lỏng còn thay đổi màu của mình một cách rõ rệt. Tinh thể lỏng có thể chảy như một dòng chất lỏng, nhưng lại có các phân tử sắp xếp hay định hướng như của tinh thể.
Có nhiều pha trạng thái khác nhau của tinh thể lỏng, có thể được phân biệt dựa trên các tính chất quang học khác nhau của chúng, chẳng hạn như tính lưỡng chiết. Khi được xem dưới một kính hiển vi sử dụng nguồn sáng phân cực, nhiều pha tinh thể lỏng xuất hiện dưới nhiều kết cấu sắp đặt khác nhau. Mỗi "miếng" trong kết cấu tương ứng với một miền mà các phân tử của tinh thể lỏng được hướng vào một hướng khác nhau. Tuy vậy trong một miền, các phân tử được sắp xếp theo thứ tự. Tinh thể lỏng có thể không luôn luôn ở trạng thái tinh thể lỏng (cũng giống như nước không luôn luôn ở trạng thái lỏng: nó có thể ở trạng thái rắn hay trạng thái hơi).
Tinh thể lỏng có thể được chia thành ba loại: thay đổi pha theo nhiệt độ (thermotropic), thay đổi pha theo nồng độ (lyotropic) và metallotropic.
Tinh thể lỏng thermotropic và lyotropic chủ yếu bao gồm các phân tử hữu cơ, mặc dù một số khoáng chất cũng được biết đến. Tinh thể lỏng thermotropic chuyển đổi trạng thái khi nhiệt độ thay đổi, trong khi tinh thể lỏng lyotropic thay đổi trạng thái như là một hàm số phụ thuộc vào nồng độ của mesogen trong một dung dịch (thường là nước) cũng như là thay đổi về nhiệt độ. Tinh thể lỏng metallotropic bao gồm cả phân tử hữu cơ và vô cơ; quá trình chuyển đổi tinh thể lỏng của chúng còn phụ thuộc vào tỷ lệ thành phần vô cơ–hữu cơ.

## Các pha của tinh thể lỏng

### Tinh thể lỏng thermotropic
Một pha tinh thể lỏng là thermotropic nếu order parameter của nó được xác định bởi nhiệt độ. Nếu nhiệt độ quá cao, nó sẽ trở thành pha lỏng đẳng hướng thông thường. Nếu nhiệt độ quá thấp, hầu hết các vật liệu tinh thể lỏng sẽ trở thành tinh thể thông thường.

### Tinh thể lỏng lyotropic
Một tinh thể lỏng lyotropic bao gồm hai hoặc nhiều thành phần thể hiện tính chất của tinh thể lỏng trong các phạm vi nồng độ nhất định. Trong pha lyotropic, các phân tử dung môi lấp đầy không gian xung quanh các hợp chất để cung cấp tính lưu (fluidity) cho system.

### Tinh thể lỏng metallotropic
Các pha của tinh thể lỏng cũng có thể dựa trên các pha vô cơ có nhiệt độ nóng chảy thấp như ZnCl2 có cấu trúc hình thành từ các tứ diện liên kết. Việc thêm vào các phân tử long chain soap-like dẫn đến một loạt các pha mới cho thấy nhiều tính chất của tinh thể lỏng như là một function của tỷ lệ thành phần vô cơ–hữu cơ và nhiệt độ. Loại vật liệu này đã được đặt tên là metallicotropic.

## Ứng dụng
Tinh thể lỏng có thể ứng dụng để chế tạo màn hình tinh thể lỏng, sử dụng trong các thiết bị như ti vi, điện thoại, máy tính, đồng hồ thông minh.